# Abraxas parvipunctata
Abraxas parvipunctata là một loài bướm đêm trong họ Geometridae.